# Oana Pantelimon
Oana Manuela Muşunoi, coniugata Pantelimon (Tecuci, 17 settembre 1972), è un'ex altista rumena, vincitrice della medaglia di bronzo ai Giochi olimpici di Sydney nel 2000.

## Biografia
Alle olimpiadi di Sydney vinse la medaglia di bronzo nella competizione del salto in alto venendo superata dalla sudafricana Hestrie Cloete (medaglia d'argento) e dalla russa Elena Borisovna Elesina.
Non raggiunge i 2,01 a differenza delle altre due atlete. Il terzo posto andò ad ex aequo alla svedese Kajsa Bergqvist.

## Palmarès
| Anno | Manifestazione | Sede   | Evento        | Risultato | Prestazione | Note |
| ---- | -------------- | ------ | ------------- | --------- | ----------- | ---- |
| 2000 | Olimpiadi      | Sydney | Salto in alto | Bronzo    | 1,99 m      |      |
| 2004 | Olimpiadi      | Atene  | Salto in alto | 7^        | 1,93 m      |      |
| 2007 | Mondiali       | Osaka  | Salto in alto | 28^ (q)   | 1,84 m      |      |